# Otranto
Otranto je mesto in občina v pokrajini Lecce, deželi (Apulija, v Italiji). Pokrajina je zelo rodovitna in je bila nekoč znana po konjereji.
Otranto leži na vzhodni obali polotoka Salento ob morskem prelivu Otrantska vrata, ki povezuje Jadransko morje z Jonskim morjem. Mestno pristanišče je majhno in nima velikega gospodarskega pomena.
Kakšnih 50 km jugovzhodno od mesta je rtič Santa Maria di Leuca, ki je dobil ime že v starih časih po svojih belih pečinah (leukos v grščini pomeni bel). Rtič je najbolj jugovzhodna točka Italije, nekdanji Promontorium lapygium oziroma Sallentinum.

## Zgodovina
Otranto stoji na mestu nekdanjega Hydrusa ali Hydruntuma, ki so ga zgradili Grki. V vojnah epirskega kralja Pira (3. stoletje pr. n. št.) in v Hanibalovih vojnah je bilo mesto nasprotnik Rima. 
V rimskih časih je mesto spadalo v Pretorsko prefekturo Italija in (zahodna) Afrika, Dioceza Italia suburbicaria Apulija in Kalabrija. Otrantsko pristanišče je najbližje vzhodni jadranski obali, zato je bilo kot izhodišče za plovbo proti vzhodu verjetno pomembnejše od Brundisiuma, današnjega Brindisija. 
Mesto je bilo v 8. stoletju nekaj časa v posesti vojvode Aregisa II. Beneventskega. V posesti Bizantinskega cesarstva je ostalo do leta 1068, ko se je kot eno zadnjih apulijskih mest vdalo Normanom Roberta Guiscarda. Po odhodu Bizantincev je postalo del Tarantske kneževine.
Leta 1480 je sultan Mehmed II. poslal osmansko floto v napad na Rim pod poveljstvom Gedik Ahmed paše. Ta sila je dosegla obalo Apulije 28. julija 1480 in mesto je bilo zavzeto v dveh tednih, 11. avgusta 1480. Zmagoviti Osmani so pobili vse moške prebivalce. Od 22.000 prebivalcev jih je bilo le 10.000 živih. Približno 800 državljanov, znanih kot mučeniki Otranta, je bilo obglavljenih, potem ko se niso hoteli spreobrniti v islam. Papež Frančišek jih je 12. maja 2013 razglasil za svetnika. Tudi nadškof Stefano Pendinelli je bil mučen.
Med avgustom in septembrom 1480 italijansko in evropsko kraljestvo nista pomagala neapeljskemu kralju Ferdinandu, razen njegovemu bratrancu Ferdinandu Katoliškemu, Kraljevini Siciliji in pozneje Republiki Genova. Leta 1481 je papež v paniki pozval k križarski vojni, ki bi jo vodil neapeljski kralj Ferdinand, pridružile pa so se mu tudi čete ogrskega kralja Matije Korvina. Turki so mesto nadzorovali 13 mesecev. Sultan Mehmed II. je umrl na poti, da bi osvojil preostalo Italijo. Njegov naslednik, sultan Bajazid II., je ukazal obesiti Gedik Ahmed pašo in 11. septembra 1481 so Turki mesto zapustili.
Leta 1537 sta slavni turški korsar in osmanski admiral Barbarossa ponovno zavzel Otranto in trdnjavo Castro, vendar so bili Turki ponovno odgnani iz mesta in preostale Apulije.
Leta 1804 so v mesto naselili francoski garnizon, ki je nadziral premike angleškega ladjevja. V okviru Napoleonovega Neapeljskega kraljestva je bila leta 1809 za Napoleonovega policijskega ministra Josepha Fouchéja ustanovljena Vojvodina Otranto. Fouchéjeva družina je nosila naslov otrantskih vojvod še po njegovi smrti.
Med prvo svetovno vojno je zavezniška italijansko-francosko-britanska flota organizirala Otrantski jez za nadzor nad avstro-ogrsko floto v Jadranskem morju. Avstro-ogrska flota pod vodstvom kapitana Miklósa Horthyja je napadla jez (13.-15. maja 1917), ga zlomila in potopila nekaj britanskih driftarjev (bitka pri Otrantskem prelivu (1917)).
Med drugo svetovno vojno je britanska flota napadla Otrantski preliv (11.-12. november 1940) kot preusmeritveni manever (bitka pri Otrantski ožini (1940) od sodobnega glavnega napada na Taranto (bitka pri Tarantu)).
Leta 1997 je pred mestom utonilo mnogo albanskih emigrantov, ki jih je »po nesreči« potopila italijanska mornarica. Albanci se nesreče spominjajo kot ene največjih v svoji novejši zgodovini.

## Lega
Mesto je na južnem koncu vzhodne obale Italije na polotoku Salento, približno 35 kilometrov jugovzhodno od Lecceja. To je najbolj vzhodno mesto v Italiji. Ožina pred mestom se imenuje Otrantska vrata.

## Mestne znamenitosti
- Castello Aragonese (grad v Otrantu), ki ga je utrdil Friderik II. in prezidal Alfonz II. Neapeljski v letih 1485-1498. Grad ima nepravilen peterokoten tloris in je v celoti obdan z vodnim jarkom. Prvotni grad je imel samo en vhod preko dvižnega mostu. Ima tri okrogle stolpe in bastijon z imenom Punta di Diamante.  Vhod krasi grb cesarja Karla V.
- Stolnica, posvečena leta 1088, delo grofa Rogerija I., ki jo je pozneje (približno 1163) okrasil škof Jonatas, z mozaičnim tlakom; ima okno rozeta in stranski portal iz leta 1481. Notranjost, bazilika z glavno in dvema stranskima ladjama, vsebuje stebre, ki naj bi izvirali iz Minervinega templja in fin mozaični tlak iz leta 1166, z zanimivimi predstavami mesecev, starozavezne tematike in drugim. Veliki oltar obdajajo kosti in relikvije Otrantskih mučencev, ki so umrli v obleganju v 15. stoletju. Cerkev ima kripto, ki jo podpira 42 marmornih stebrov. Isti grof Rogerij I. je tu ustanovil tudi bazilijanski samostan, ki je pod opatom Nicetom postal študij; njegovo knjižnico je skoraj vso kupil Bessarion.
- Cerkev sv. Petra z bizantinskimi freskami.
- Katakombe Torre Pinta.
- Idro, majhna reka iz katere izhaja toponim Otranto.

- Stolnica v Otrantu
- Grad

## V popularni kulturi
Otranto je prizorišče knjige Horacea Walpolea The Castle of Otranto, ki na splošno velja za prvi gotski roman. Walpole je mesto izbral na zemljevidu Neapeljskega kraljestva, ker je bilo ime "dobro zveneče"; se je zavedal, da je Otranto imel grad šele leta 1786, približno dvaindvajset let po tem, ko je roman prvič izšel pod psevdonimom. Glavni model za grad je bila njegova vila v Strawberry Hillu v Londonu.ref>Walpole, Horace; Clery, E.J. (2008) [1764].  Lewis, W.S. (ur.). The Castle of Otranto (Oxford World's Classics izd.). Oxford: Oxford University Press. str. 117. ISBN 9780199537211., Carlo Stasi, Otranto nel Mondo. Dal "Castello" di Walpole al "Barone" di Voltaire (Editrice Salentina, Galatina 2018) ISBN 978-88-31964-06-7</ref>
Otranto je omenjen tudi v romanu Brama Stokerja The Lady of the Shroud.

## Pobratena mesta
Otranto je pobraten z:
- Sarandë, Albanija